# Neusinha Brizola
Neusa Maria Goulart Brizola, más conocida como Neusinha Brizola (Porto Alegre, 20 de noviembre de 1954-Río de Janeiro, 27 de abril de 2011), fue una cantante y compositora brasileña.

## Biografía y carrera
Era hija del exgobernador de los estados del Río Grande del Sur y de Río de Janeiro, Leonel Brizola, y sobrina del expresidente de la República, João Goulart.
Hizo éxito en la década de 1980 al lanzar hits new wave, como la música Mintchura, producida por Paulo Coelho y escrita en parcería con el compositor y guitarrista gaucho Joe Euthanázia, fallecido en 1989 en un accidente automobilístico. En 1983, realizó una sesión de fotos para la revista Playboy, incluso yendo en contra la opinión de su padre, entonces gobernador del estado de Río de Janeiro, que impidió la publicación de las fotos.
Su primer LP fue lanzado este año. En 1984 participó de la banda sonora del programa musical infantil Plunct, Plact, Zuuum, de TV Globo, emisora para la cual compuso también algunas bandas sonoras de telenovelas, como Transas e Caretas, y para el cine, en películas como As Sete Vampiras (Las Siete Vampiras). En la campaña Diretas Já, lanzó la música Diretcha, en compacto simples.
Sin atingir el mismo nivel de éxito después de Mintchura, es considerada una one hit-wonder.
Murió a los 56 años de edad, de complicaciones pulmonares resultantes de una hepatitis.
En 2014, fue lanzada la biografía Neusinha Brizola – Sem Mintchura (Neusinha Brizola – Sin Mintchura), escrita por el periodista Lucas Nobre y por el escritor Fábio Fabrício Fabretti, con autorización y ayuda de la propia biografada.